# 蒌叶
蒌叶（学名：Piper betle），又名荖藤，俗稱蒌子、蒟子、蒟酱、芙畱、荖葉、蓽茇、檳榔葉，是一种胡椒科多年生藤本植物，莖為蔓生，全株無毛，葉子呈橢圓形，花為綠色，有香味。原产地是印尼；中国大陆在南方有人种植。

## 用途
藤和叶子可以做药材，叶子里面还含有芳香油。果穗称为荖花，叶片称为荖叶，两者均为槟榔嗜食族的配料；清代已有文獻記載，蔞葉常與礪灰(石灰)一起与檳榔嚼食。籽实可做酱，称作蒟酱。

## 延伸阅读
[在维基数据编辑]
 《植物名實圖考·蔞葉》，出自吳其濬《植物名實圖考》